# 中晋 (公司)
中晋为中国大陆的一家金融公司，隶属于国太控股（亦为主要大股东之一），总部位于上海，于2012年7月创立，创办人为徐勤。该公司自稱是私募股權基金集團，辦公室位於外灘等地，以“合夥人模式”为经营特色，截至2016年2月10日投資總額为340億元（人民币，下同），而「中晉一期基金」共募集資金52.6億元。旗下拥有145家企业，这些企业并称为“中晋系”。
2016年4月5日，中晉系相關公司主要负责人徐勤等21人，因涉嫌非法吸收公眾存款和非法集資詐騙，在機場被警方带走调查。

## 概况
2012年7月，中晉系實際控制人徐勤先後在上海市及外省市投資註冊并控制145家以“中晋”为名的分支子公司，这些公司包括中晋股权基金、中晋一期股权、中晋资管、中晋财务、中晋黄金、中晋物业和中晋黄金饰品等，并自称拥有支付、保险代理、拍卖典当在内的众多业务许可证，關係頗為複雜。其中，中晋资产管理公司于2013年2月16日经上海市人民政府批准后正式成立，注册资本5000万元人民币。而“中晋系”的母公司为国太控股，在上海注册，成員公司有90餘家，业务涉及私人航空租賃、運營、銷售、展示、融資、飛行員培訓、沙龍、體驗及酒店、餐飲、旅遊、廣告等。集团拥有员工6733人。

## 经营
“中晉系”公司以“合夥人模式”为经营特色，合夥人種類有六种，包括一般合夥人、高級合夥人、明星合夥人、超級合夥人、戰略合夥人以及永久合夥人。其中高級、永久、超級合夥人各自的出資規模分別都是1億元，而明星合夥人則是台球明星潘曉婷（兼代言人）。各级合伙人的利率也不同，从10%到40%不等，每月提供2%的利息。有业内人士分析称，这种经营方式是先吸收公众资金，再寻找投资项，是私募基金的“公募化”，而且这种产品模式已经远超P2P的范畴，也有網民认为这是庞氏骗局。
而中晋的业务员体系也颇为严密，员工级别与客户资金保有量挂钩（标准为100万以下为0级，100万为1级，300万为2级，500万为3级），其中1级员工底薪3500元，之后每级增加3500元。另外，中晋的每个部门还会有一个“政治辅导员”。
此外，中晋的官方网站为“中晉1824”，并在网站上标明了中國歷史上第一家票號“日升昌記”，不过这只是中晉名字的來源。而中晋和母公司国泰控股曾多次破坏古建筑，其中“中晋系”旗下中晋股权投资基金管理公司租用位于广东路102号的外滩三菱洋行大楼作为总部，而国太控股集团还租用日清大楼作为办公楼使用，在位于中山东一路的墙上挂上“国太控股集团”标识，左右两个入口分别为“中晋1824博物馆”和“国太控股文化馆”。而这一破坏事件曾于2015年4月被网友举报并被当地媒体曝光，事后上海相关部门开始介入调查。2015年9月，相关部门责令其对建筑外立面恢复原样，并罚款50万元，这一案例被中国国家文物局列为“2014-2015文物行政执法十大指导性案例”之一。
中晋亦冠名相亲节目《相约星期六》，还冠名赞助马队、帆船赛等活动，但实际上并未进行。

## 违法被查
2016年4月5日，「中晉系」相關公司主要负责人徐勤等21人，因涉嫌非法吸收公眾存款和非法集資詐騙在機場被警方带走调查。据报道，中晉實際負責人徐勤等約二十名高層，不久前原本计划包機經香港飛往義大利參加一名公司高層的婚禮，但在機場被警方拦截扣押，疑似已被管控且不得出境。次日，上海警方進入中晉多個營業场所，並帶走部分員工调查，還查扣多箱資料。当日上海警方发布消息证实了此事。事发后，中晋代言人潘晓婷已主动配合公安机关退还所有代言费。
事发后，大批投资者赶到位于上海市浦东新区陆家嘴环路166号“中晋未来资产大厦”的销售点了解情况。而「中晉系」大部分公司的官网已无法打开，日清大楼上的“中晋1824博物馆”和“国太控股文化馆”铜字已经被物管移除。
4月15日至26日，中晋资产的投资者先后到上海广播电视台大厦、中共上海市委办公厅和上海市公安局经济犯罪侦查总队进行维权上访，不久后被警方带走。此外，中晉系全資控股股東國太控股投資的港股中國創新投資、中國趨勢及華耐控股亦在事发后受到影响，股价下跌。
4月19日，中共總書記习近平在网络安全和信息化工作座谈会上发表讲话，提到了中晋系事件；他表示，这一事件给有关群众带来严重财产损失，社会影响十分恶劣。
5月13日，徐勤等“中晋系”35名高管和业务经理因涉嫌《中華人民共和國刑法》非法吸收公众存款罪，被检察机关批准逮捕，由公安机关依法执行。根据调查报告，中晋系多家公司累计向2.5万名投资者非法吸收存款近399亿元人民币，至案发时未兑付金额达52亿元，涉及投资者1.28万余名。为最大限度减少投资者的损失，公安部门已经开始对涉案公司及高管的银行资金、房产、车辆等资产扣押、查封、冻结，全力展开追赃挽损工作。
2018年9月19日，上海市第二中级人民法院一审宣判中晋系集资诈骗案。法院以集资诈骗罪分别判处国太集团罚金3亿元，判处徐勤无期徒刑，剥夺政治权利终身，并处没收个人全部财产，判处陈佳菁等9人有期徒刑5年至12年不等，并处剥夺政治权利及罚金。
2020年8月4日，上海市第二中级人民法院通报赵姓男子起诉中晋代言人潘晓婷赔偿一案的宣判结果。上海市二中院二审认为，难以认定潘晓婷在该案代言中明知或应知广告内容虚假，也无证据证明潘晓婷牵涉在集资诈骗罪中，故未支持“中晋系”集资诈骗案中某受害人的赔偿请求。